# محمدعلی ملکی
محمدعلی ملکی یزدی (۱۲۸۲ یزد – ۱۳۷۵) پزشک، استاد دانشگاه تهران و وزیر بهداری دولت محمد مصدق بود. او از پیشگامان مبارزه با مالاریا در ایران شناخته می‌شود.

## تحصیلات
تحصیلات را به سبک قدیم آغاز کرد و نزد پدرش میرزا عبدالوهاب ملک‌الاطباء طب قدیم آموخت. در چهارده سالگی به تهران رفت و در دارالفنون به تحصیل پرداخت. سپس دوره مدرسه عالی طب را گذراند.
ملکی در سال ۱۳۰۷ خورشیدی پس از فارغ‌التحصیلی جزو نخستین سری دانشجویان اعزامی ایران به فرانسه رفت. آنجا رشته پزشکی را دوباره در دانشگاه‌های بوردو و پاریس تحصیل کرد و در رشته پوست و بیماری‌های آمیزشی متخصص شد. دوره در مدرسه عالی مالاریاشناسی دانشکده پزشکی پاریس و مدرسه مالاریاشناسی رم را هم به پایان رساند و مدتی در بیمارستان سن لویی پاریس به کار پرداخت.

## فعالیت‌های سیاسی و اداری
دکتر ملکی در سال ۱۳۱۴ به ایران بازگشت و در کنار تدریس در دانشگاه، در بیمارستان‌هایی مانند رازی، راه‌آهن و بیمارستان شماره ۲ شهر به طبابت پرداخت. او دو بار نیز به وزارت رسید. نخست در یازدهم مهر ۱۳۳۰ در کابینه اول مصدق جایگزین حکیم‌الدوله ادهم شد و سپس در کابینه دوم مصدق به جانشینی صبار فرمانفرمائیان به وزارت بهداری منصوب شد.
ملکی در زمان وزارت با حکم نخست‌وزیر مسئول کمیته مشترک ایران و آمریکا بود که با حضور مسئولان وقت سازمان برنامه، احمد زنگنه، وزیر فرهنگ محمود حسابی، وزیر کشاورزی خلیل طالقانی و ابوالحسن راجی معاونت سازمان برنامه و بودجه برای اجرائی شدن اصل چهار ترومن در ایران تشکیل می‌شد.
محمدعلی ملکی پس از کودتای ۲۸ مرداد ۱۳۳۲، مدتی به زندان افتاد. او از ملی گرایان مخالف با حکومت محمدرضا پهلوی بود و در دوره‌های مختلف ه دلیل همین مخالفت، چندین بار دستگیر شد.
ملکی در سال ۱۳۴۷ با رتبه استادی کرسی بالینی بیماریهای پوست و آمیزشی بازنشسته شد. او از پیشگامان مبارزه با مالاریا در ایران شناخته می‌شود.